# Антонов, Иван Васильевич (Герой Советского Союза)
Ива́н Васи́льевич Анто́нов (1920 — 6 ноября 1943) — участник Великой Отечественной войны, механик-водитель танка Т-34 425-го танкового батальона 56-й гвардейской танковой бригады  7-го гвардейского танкового корпуса 3-й гвардейской танковой армии 1-го Украинского фронта, Герой Советского Союза (10.01.1944), гвардии старший сержант.

## Биография
Родился в 1920 году в селе Искор ныне Чердынского района Пермского края в семье крестьянина. Русский. Образование 6 классов. Работал лесником в Искорском лесхозе, затем шофёром в местной МТС.
В Красной армии с 1939 года. На фронте в Великую Отечественную войну с 1943 года. Воевал в 56-й гвардейской танковой бригаде механиком водителем танка Т-34. Отличился в боях за освобождение правобережной Украины.
В боях 4—6 ноября 1943 года экипаж, в котором механиком-водителем был гвардии старший сержант Антонов, в числе первых достиг шоссе Киев — Житомир, ворвался в село Святошино, затем на станцию Жуляны (ныне в черте города Киева) и в село Глеваха (ныне посёлок в Киевской области). В бою его танк был подбит, а механик-водитель ранен. Будучи раненным, Антонов устранил повреждения и снова повёл машину на врага. Всего за этот бой Антонов своим танком уничтожил 12 автомашин с военными грузами, 5 противотанковых пушек, 3 пулемёта, 2 шестиствольных миномёта вместе с расчётами, 13 повозок и до 75 солдат и офицеров противника. Но ранение механика-водителя оказалось смертельным.
Указом Президиума Верховного Совета СССР «О присвоении звания Героя Советского Союза генералам, офицерскому, сержантскому и рядовому составу Красной Армии» от 10 января 1944 года за «образцовое выполнение боевых заданий командования на фронте борьбы с немецко-фашистскими захватчиками и проявленные при этом отвагу и геройство» удостоен посмертно звания Героя Советского Союза.

## Награды
- Медаль «Золотая Звезда» Героя Советского Союза
- Орден Ленина

## Память
- Похоронен на месте последнего боя, в посёлке Глеваха, где ему установлен памятник.
- Его имя носил пионерский отряд школы в посёлке Ныроб Чердынского района.
- В родном селе Искор установлена стела-мемориал в его честь.